# 皺文蛤
皺文蛤（学名：Gomphina undulosa）为簾蛤科花蛤屬下的一个种。